# Tscherek
Der Tscherek (russisch Че́рек; kabardinisch Шэрэдж) ist ein rechter Nebenfluss des Baksan im Flusssystem des Terek in der russischen Republik Kabardino-Balkarien im Nord-Kaukasus.

## Flusslauf
Der Tscherek entsteht am Zusammenfluss von Tscherek-Chulamski (⊙ Черек Хуламский; links; 46 km lang) und Tscherek-Balkarski (⊙ Черек Балкарский; rechts; 54 km lang), die von den Gletschern an der Nordflanke des Großen Kaukasus gespeist werden. 
Er fließt in überwiegend nordöstlicher Richtung und mündet schließlich in den Baksan.
Städte und Siedlungen am Flusslauf sind: Kaschchatau, Saragisch, Auschiger, Psygansu, Stary Tscherek, Nischni Tscherek, Psynabo und Maiski.

## Hydrologie
Der Tscherek hat eine Länge von 76 km. Er entwässert ein Areal von 3070 km².
Der Fluss wird hauptsächlich vom Schmelzwasser der Gletscher und von der Schneeschmelze gespeist.
Im Sommer treten gelegentlich Hochwasserereignisse auf.
Der mittlere Abfluss beträgt 39,5 m³/s.
Der Fluss wurde zumindest in der Vergangenheit zum Flößen genutzt.